# Escala Calba
L'Escala Calba és una serra situada al municipi d'Alins a la comarca del Pallars Sobirà, amb una elevació màxima de 2.016 metres.